# تکمه دلتوئید خار کتف
تکمه دلتوئید خار کتف یک برجستگی در ناحیه خار کتف است. این تکمه در بخش جانبی به سمت پایین خم می‌شود و یک لبه را می‌سازد.

## ماهیچه‌ها
رشته‌ها و فیبرهای میانی و زیرین ماهیچه ذوزنقه‌ای و ماهیچه دلتوئید به این تکمه متصل می‌شوند.

## نگارخانه

یک پویانمایی از کتف سمت چپ و تکمه دلتوئید که با رنگ سرخ دیده می‌شود
یک پویانمایی از جایگاه تکمه دلتوئید که به رنگ سرخ دیده می‌شود
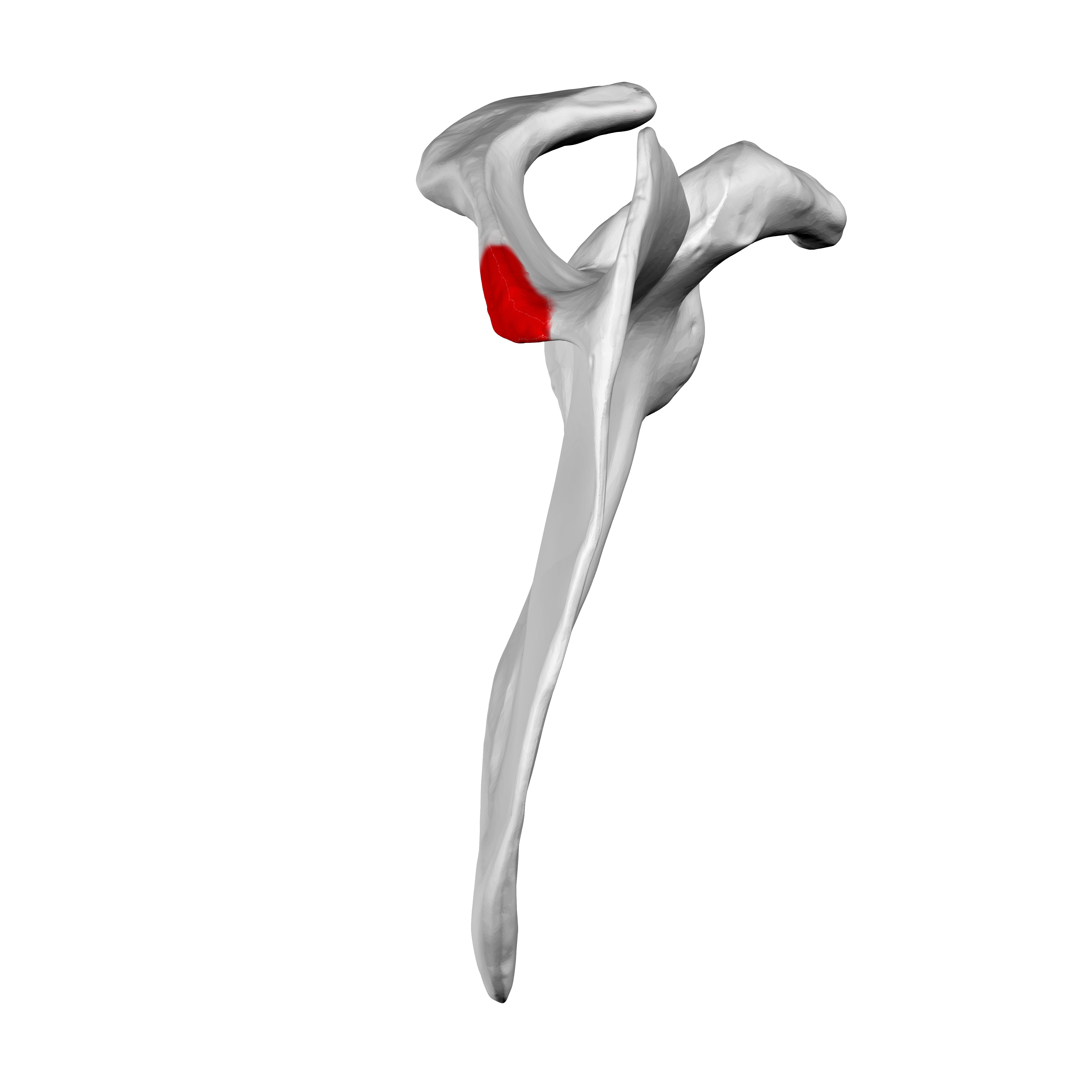
نمای میانی از کتف چپ و تکمه دلتوئید که با رنگ سرخ دیده می‌شود
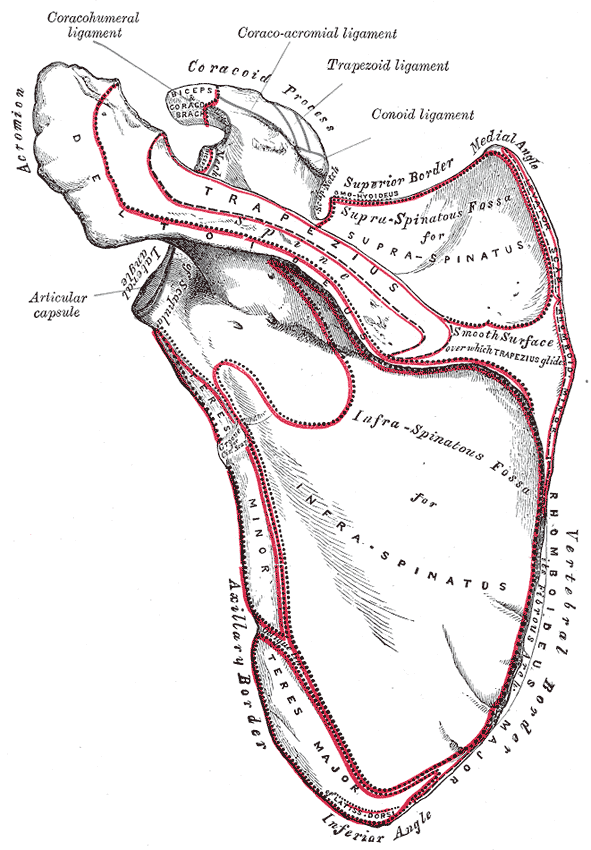
سطح پشتی استخوان کتف در حالی که تکمه دلتوئید نشان‌دار نیست اما در میانه تصویر می‌توان آن را یافت
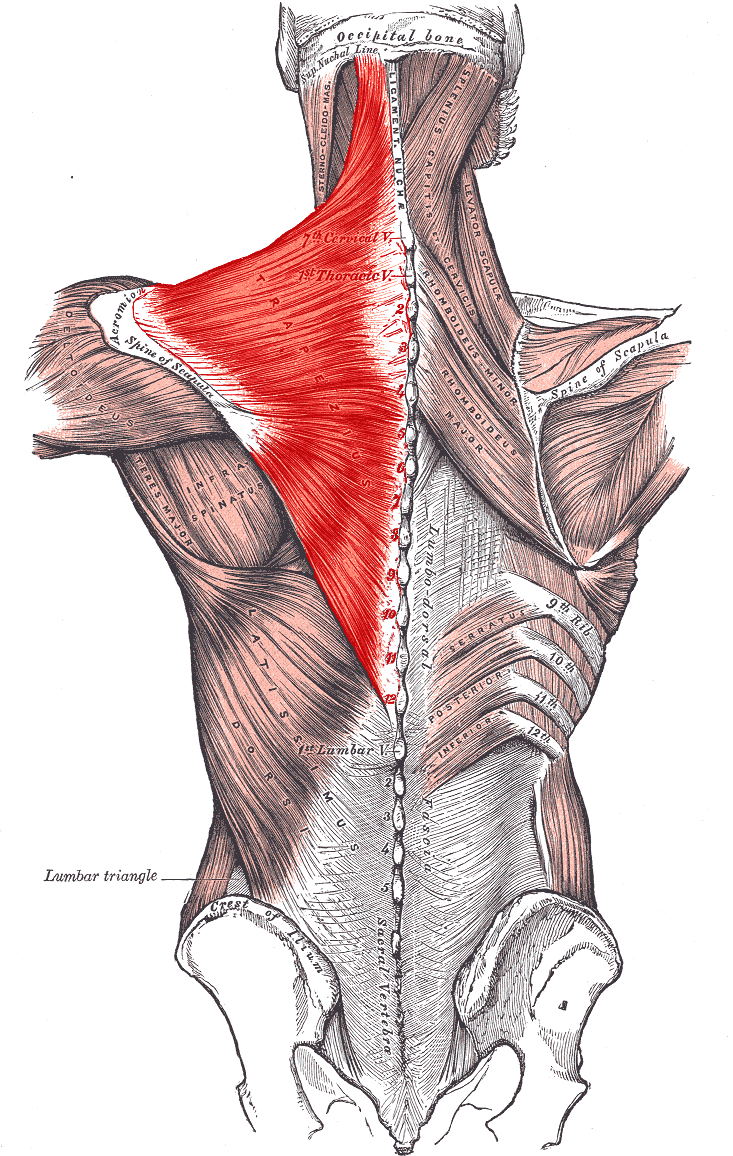
ماهیچه ذوزنقه‌ای از نمای پشتی
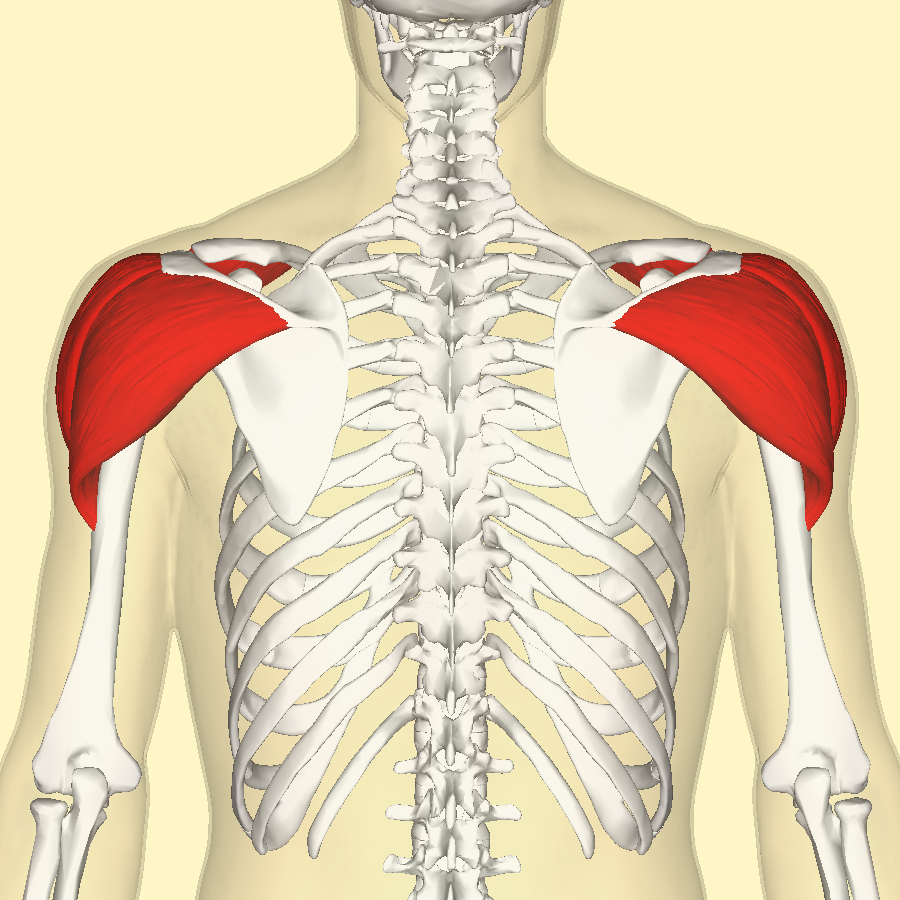
ماهیچه دلتوئید از نمای پشتی